# سرقلعة
سرقلعة (بالكردية: سەرقەڵا)‏ هي إحدى المدن التابعة لقضاء كفري ضمن مديرية كرميان وهي من ضمن المناطق المتنازع عليها.